# 2-hydroxybutaanzuur
2-Hydroxybutaanzuur is een hydroxycarbonzuur met de hydroxylgroep op het koolstofatoom vlak naast de carboxylgroep. Het is een chirale organische verbinding, waarvan twee enantiomeren voorkomen: R-2-hydroxybutaanzuur  en S-2-hydroxybutaanzuur.

## Biosynthese
2-hydroxybutanoaat, de geconjugeerde base van 2-hydroxybutaanzuur, wordt aangemaakt in zoogdieren, vooral in de lever, tijdens de afbraak van L-threonine of de aanmaak van glutathion.  Tijdens oxidatieve stress of tijdens de ontgifting kan de vraag naar glutathion zeer snel stijgen.  In deze gevallen wordt de hoeveelheid L-cysteine snelheidsbeperkend in de glutathionsynthese. Homocysteine wordt vervolgens niet gebruikt (via transmethylering) om methionine te maken,  maar transsulfering ingezet voor de synthese van cystathionine. 2-hydroxybutyraat ontstaat als bijproduct als cystathionine wordt omgezet in cysteine dat daarna zijn weg vindt naar glutathion. Als de verschuiving van de glutathionsynthese een chronisch karakter krijgt blijkt dit uit het verschijnen van 2-hydroxybutyraat in de urine.

## Synthese
De synthese van 2-hydroxybutaanzuur kan op verschillende manieren gerealiseerd worden:
- Uit 2-broombutaanzuur en zilveroxide wordt het hydroxyzuur verkregen.[2][3]
- Uitgaande van propanal, dat met HCN in het overeenkomstige cyanohydrine wordt omgezet. De hydrolyse van de cyanogroep leidt, onder afsplitsen van ammoniak, tot het hydroxyzuur.[2]
- Verhitten van ethyltartronzuur (2-ethyl-2-hydroxy-propaandizuur) op 180 °C levert onder decarboxylering het hydroxyzuur.[2]

## Klinische toepassingen
2-hydroxybutyraat kan gebruikt worden als vroege (pre-klinisch) waarschuwing in de ontwikkeling van diabetes type 2.  Ook voorspelt een stijging van het serumgehalte  2-hydroxybutyraat een verslechtering van de glucosetolerantie.